# Мухаммад ульд Алі
Мухаммад II ульд Алі (бл. 1785 — 1827) — 11-й емір Трарзи в 1800—1827 роках.

## Життєпис
Походив з арабської династії ульд-ахмед ібн даман. Син еміра Алі II. У 1786 році на момент смерті батька був ще малим. Тому владу перебрав його стриєчний брат Мухаммад I.
Лише у 1800 році після смерті іншого стриєчного брата Амара III отримав владу. Втім рада шейхів (джемаа) призначила регентом родича Амара ульд Мухтара.
У 1804 році, коли Мухаммад II досяг повноліття регент відмовився передавати влади, оголосивши себе у 1805 році еміром. З цього почалася боротьба за трон Трарзи. Спочатку Мухаммад II зазнав поразки, внаслідок чого втік до держави Галама у верхів'ях річки Сенегал. Отримавши військову допомогу він повернувся до емірату, де збільшив військо до 300 вершників. Потім емір мусив відступити до атлантичного узбережжя. Втім надії на допомогу французів не виправдалися, оскільки 1809 року колонію Сен-Луї захопили британці.
Згодом, уникнувши розгрому, Мухаммад II рушив уздовж річки Сенегал. Тут завдав поразки загону емірату Бракна, що рухався на допомогу Амару ульд Мухтару.
У 1816 або 1817 року Мухаммад II у запеклій битві зазнав нищівної поразки, втративши скарбницю і гарем. Мухаммад II втік до держави Волоф. 1817 року отримав зброю від французів, що 1814 року повернули собі Сен-Луї. 1819 року за посередництва Жюльєна-Дезіре Шмальца, французького губернатора Сенегалу, підписав союзний договір з Ваало і Волофом. В обмін на допомогу відмовився від сюзеренітету над Ваало та обіцяв передати браку Амару Фатіму Мборсо лівий берег річки Сенегал.
Втім союзники не встигли почати наступ на емірат, коли війська еміратів Трарза і Бракна, імамату Фута-Торо 1820 року атакували Ваало. Лише 1821 року за підтримки французького загону вдалося змусити супротивника відступити. Проте Франція визнала Амара ульд Мухтара еміром.
1822 року на бік Мухаммада II перейшов Амір ульд Шеркі (онук еміра Алі I), сина якого — Мухаммада Фаля — було вбито в Порт Адді. Сам Мухаммад II отримавши війська від брака Ваало атакував Амара ульд Мухтара біля Тівурвіра, завдавши тому відчутної поразки. В результаті емірат Трарза розпався, сам Мухаммад II контролював лише південну і південнозахідні частини.
Зберігав союз з французами і Ваало. 20 березня 1823 року новим договором Мухаммад II дозволив французам створити в Порто Адді (Портендік) військову базу. У 1827 році Мухаммад II загинув в одній із сутичок з загонами Амара ульд Мухтара.